# Romaero
Romaero  SA è un'azienda della Romania a maggioranza di capitale statale, attiva in ambito aerospaziale.
Le azioni Romaero sono quotate alla Borsa Rasdaq, come RORX.
Le azioni sono in mano al Ministerul Economiei, al 51,90% del capitale, SIF Muntenia (SIF4) con il 25,85%, Fondul Proprietatea al 21%.
Servizi offerti dalla società sono in ambito aerospaziale, come produzione di velivoli e sistemi di arma. Alcune commesse sono ad esempio i portelloni del ATP, la coda del Agusta A-109, lavori per Airbus A380, per il Nimrod MRA4, per l'Airbus A330/340, Boeing B767 e B777, componenti per Hawker.

## Storia
Romaero, già Intreprinderea de Reparatii Material Aeronautic o IRMA fu fondata a Bucarest nel 1920 come ASAM, e IRMA dopo il 1944. Nel 1978, divenne IAvB - Întreprinderea de Avioane București, poi Romaero S.A. nel 1991.
Prima del 1989, Romaero Băneasa, era denominata  Fabrica de Avioane București, e contribuì alla costruzione degli esemplari del velivolo ROMBAC 1-11, turboreattore per trasporto passeggeri.
Dopo la rivoluzione romena la società si dedicò alla fonitura per altri marchi per l'aviazione commerciale. Costruttori in collaborazione con Romaero sono Boeing, British Aerospace, Elbit, Gulfstream Aerospace, Finmeccanica, Bombardier e Lockheed Martin, per l'ammodernamento dei velivoli della Forțele Armate Române,
componenti per Boeing 787 Dreamliner, Airbus A380, e razzi antiaerei Raytheon MIM-23 Hawk.
Romaero detiene una superficie dedicata notevole a Băneasa (Bucarest), una delle zone più dinamiche dal punto di vista immobiliare della capitale. Nel 2008 veniva valutatata 800 milioni di lei (221 milioni di euro).

## Velivoli Sikorsky
Tra la Romaero e la Sikorsky esiste un accordo per l'assemblaggio, equipaggiamento e manutenzione degli elicotteri multiruolo Sikorsky UH-60 Black Hawk (Lockheed Martin). Il sito romeno è centro unico per l'Europa centrale. Il velivolo in questione ha una operatività fino al 2050 con 17 varianti e tipi di missione e protezioni contro colpi di cannone fino al calibro 23 mm.

## Fatturato
- 2013: 15 milioni di euro [7]
- 2012: 15 milioni di euro [8]
- 2007: 62,5 milioni lei (18,72 milioni di euro)[9]
- 2006: 44,1 milioni lei